# Ел Чаркито Редондо, Хосе Педро Мадригал (Грал. Тревињо)
Ел Чаркито Редондо, Хосе Педро Мадригал (шп. El Charquito Redondo, José Pedro Madrigal) насеље је у Мексику у савезној држави Нови Леон у општини Грал. Тревињо. Насеље се налази на надморској висини од 160 м.

## Становништво
Према подацима из 2005. године у насељу су живела 3 становника.

### Хронологија
| Година       | 2005 |
| ------------ | ---- |
| Становништво | 3    |

### Попис
| # | Индикатор                        | Вредност |
| - | -------------------------------- | -------- |
| 1 | Укупно појединачних домаћинстава | 1        |